# NGC 2105
NGC 2105 је расејано звездано јато у сазвежђу Златна риба које се налази на NGC листи објеката дубоког неба.
Деклинација објекта је - 66° 55' 4" а ректасцензија 5h 44m 19,2s. Привидна величина (магнитуда) објекта NGC 2105 износи 12,2 а фотографска магнитуда 12,3. NGC 2105 је још познат и под ознакама ESO 86-SC29.